# 布里奥奈地区利尼
布里奥奈地区利尼（法語：Ligny-en-Brionnais，法語發音：[liɲi ɑ̃ bʁijɔnɛ]）是法国勃艮第-弗朗什-孔泰大區索恩-卢瓦尔省的一个市镇，属于沙罗勒区。 

## 地理
布里奥奈地区利尼（46°14'15"N, 4°11'23"E）面积15.94 平方千米，位于法国勃艮第-弗朗什-孔泰大區索恩-卢瓦尔省，该省份为法国中部省份，北起顺时针与科多尔省、汝拉省、安省、罗讷省、卢瓦尔省、阿列省和涅夫勒省接壤。
与布里奥奈地区利尼接壤的市镇（或旧市镇、城区）包括：布里奥奈地区圣克里斯托夫、圣博内德克赖、圣埃德蒙、圣于连德容济、圣莫里斯-莱沙托讷夫、沃邦。
布里奥奈地区利尼的时区为UTC+01:00、UTC+02:00（夏令时）。

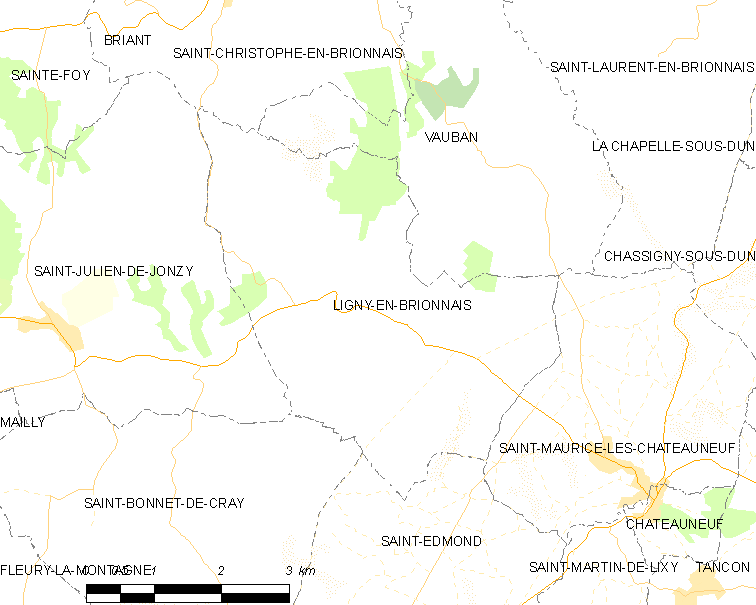
布里奥奈地区利尼的OSM定位图

## 行政
布里奥奈地区利尼的邮政编码为71110，INSEE市镇编码为71259。

### 总统选举第二轮[2]
| 选举 | 选举 | 获胜候选人        | 党派  | %     |
| ---- | ---- | ----------------- | ----- | ----- |
|      | 2017 | 埃马纽埃尔·马克龙 | LaREM | 68.28 |
|      | 2012 | 尼古拉·萨科齐     | UMP   | 56.33 |
|      | 2007 | 尼古拉·萨科齐     | UMP   | 62.50 |
|      | 2002 | 雅克·希拉克       | RPR   | 83.89 |

## 政治
布里奥奈地区利尼所属的省级选区为绍法耶县。

## 人口

1962-2008年间布里奥奈地区利尼人口变化图示

布里奥奈地区利尼于2022年1月1日时的人口数量为379人。